# Slaap (anatomie)

Locatie van de slaap aangegeven met de pijl en de gestippelde cirkel.

De slaap is de zijkant van het hoofd, achter de ogen.  
In de cladistiek worden de gewervelde landdieren geclassificeerd op basis van de anatomie van de slaap. De meeste gewervelden hebben ter plekke van de slaap een opening in de schedel, maar er bestaat ook een groep, de Anapsida, die niet zo'n opening heeft. De enige nog voorkomende soorten in deze groep zijn schildpadden.  
De slaap is het kwetsbaarste deel van de schedel, omdat hier het bot het dunst is en enkele delen van de schedelbotten hier in een vroeg stadium samengegroeid zijn. 